# Piège à son
 (mai 2012).
Si vous disposez d'ouvrages ou d'articles de référence ou si vous connaissez des sites web de qualité traitant du thème abordé ici, merci de compléter l'article en donnant les références utiles à sa vérifiabilité et en les liant à la section « Notes et références ».
Pour les articles homonymes, voir Piège.

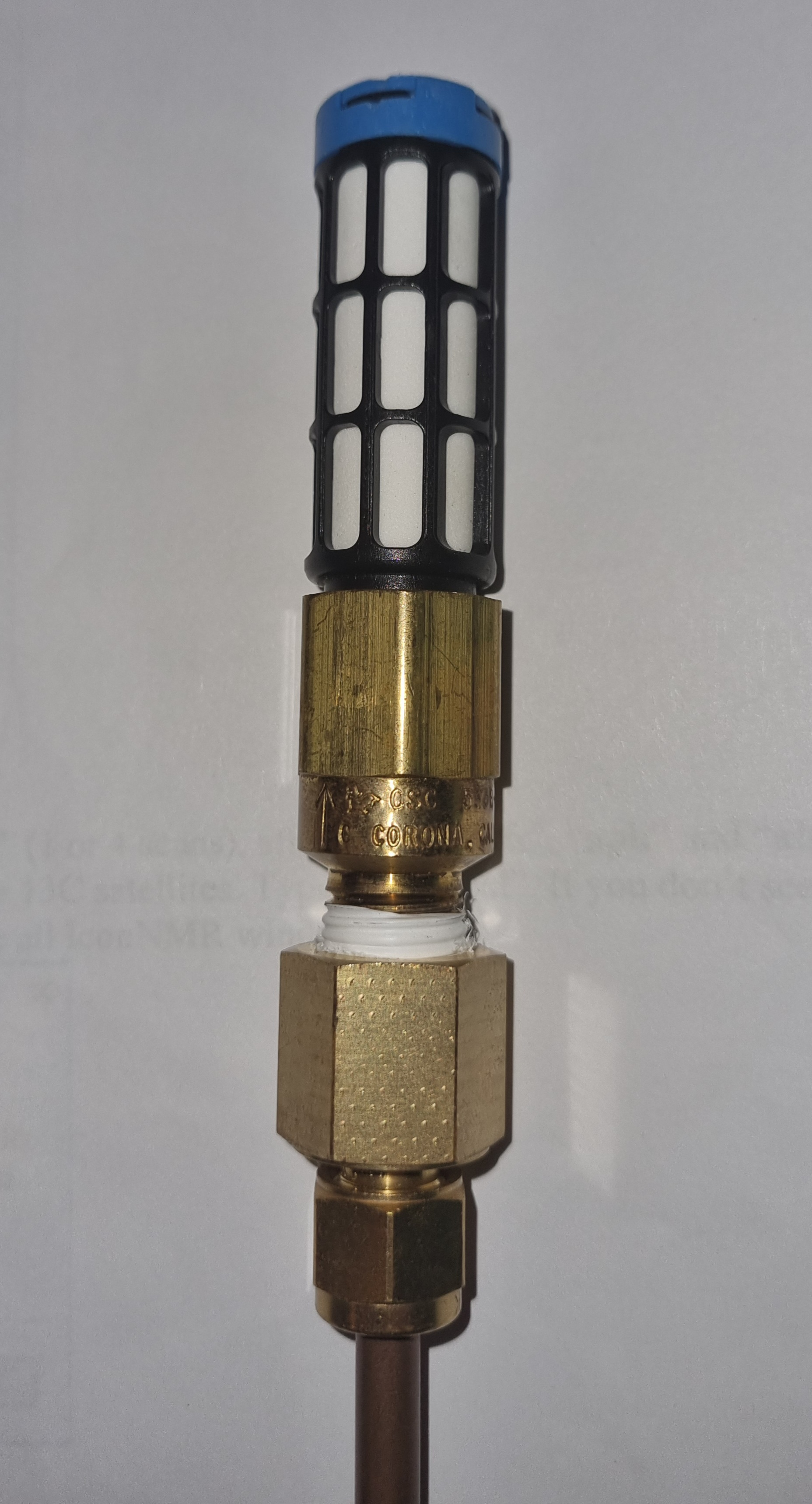
Silencieux pour moteurs à air comprimé et autres applications.

Un piège à son est un dispositif permettant de capter les sons dans un flux d'air. Il peut être appelé silencieux ou atténuateur de bruit. Il permet d'atténuer l'amplitude des ondes acoustiques.
Il peut être composé de revêtement absorbant à l’intérieur d'un caisson. Ce revêtement est souvent de laine de roche. L’atténuation est obtenue lors du passage de l'air entre les éléments absorbants. Un cloisonnement sous forme de chicanes permet d'en améliorer l’efficacité.
Les applications sont nombreuses dans les installations aérauliques telles que :
- les réseaux de gaines de ventilation, climatisation, chauffage,
- les prises et rejets d'air des locaux,
- les conduits d'air surpressé ou
- l’échappement des moteurs thermiques (automobiles, groupes électrogènes, tondeuses à gazon…).